# Zhongzhi Group
Zhongzhi Group oder Zhongzhi Enterprise Group war ein Vermögensverwalter aus China. Das Unternehmen verwaltete zuletzt 138 Milliarden US-Dollar. Gegründet wurden das Unternehmen 1995. Am 5. Januar 2024 meldete die Zhongzhi Group Konkurs bei einem Gericht in Peking an, woraufhin der Liqudiations- und Insolvenzantrag genehmigt wurde. Eines der Tochterunternehmen von ist Zhongrong International Trust, welches finanziell in Schieflage kam und seine Kredite nicht mehr fristgerecht begleichen kann.
Weiters ist das Unternehmen auch im Kohlemarkt involviert. Die Zhongzhi Group hat 4,5 Milliarden Tonnen Kohlereserve und besitzt 30 Abbaurechte (Stand: Januar 2024).